# Franz Defregger
Franz Defregger (1883-tól von Defregger) (Dölsach, Kelet-Tirol, 1835. április 30. –  München, 1921. január 2.) osztrák életkép- és történelmi festő.

## Életpályája
Franz Defregger Kelet-Tirolban, a Dölsachhoz tartozó Iselsberg-Stronachban, parasztcsaládban született. Festészetet Münchenben tanult Karl von Pilotynál, akinek műhelyében dolgozott 1867-től. 1870 és 1910 között a Müncheni Akadémián tanított. A maga korában népszerű volt a paraszti mindennapok édeskés-idealisztikus, valamint a tiroli szabadságharc drámai ábrázolásával. Gyakran állított ki a Müncheni Szalonon. Franz von Defregger 1921. január 2-án, 85 éves korában hunyt el. A müncheni Nordfriedhof 51-14-1. számú sírjában nyugszik.

## Galéria

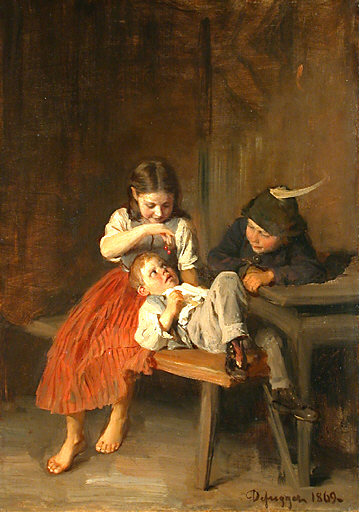
Cseresznyét evő gyerekek (1869)
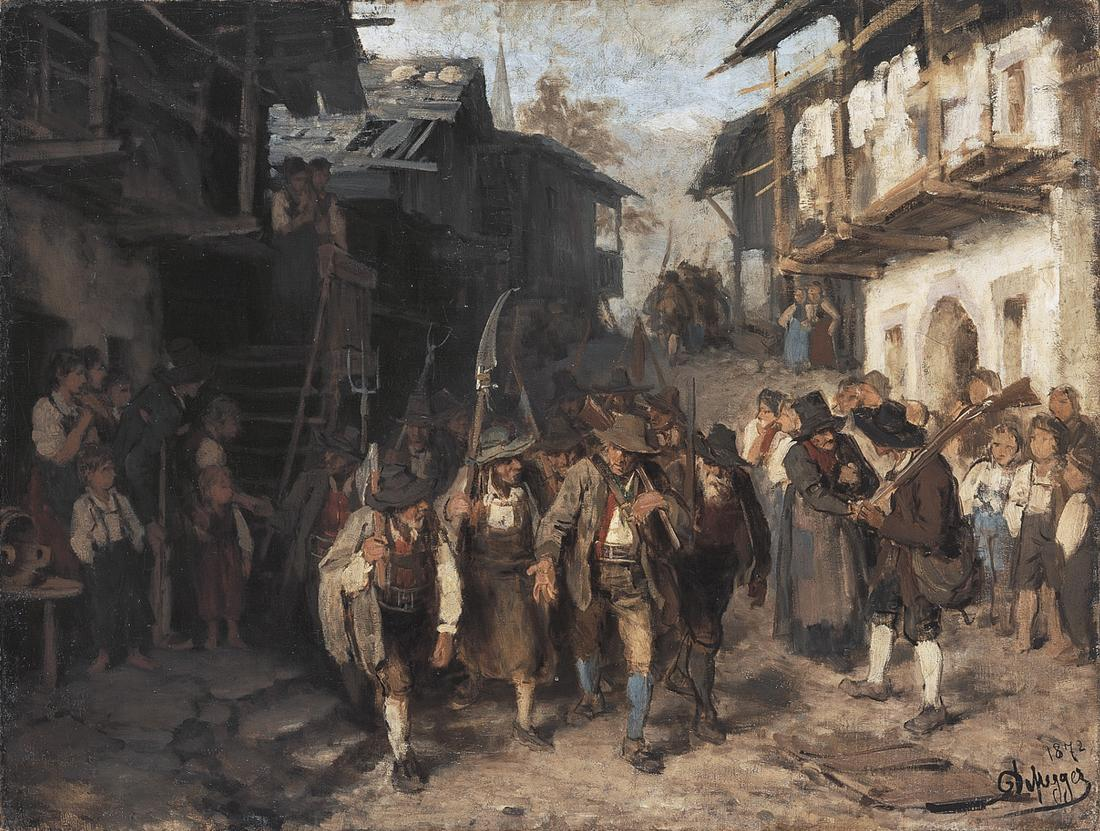
Az utolsó csapat
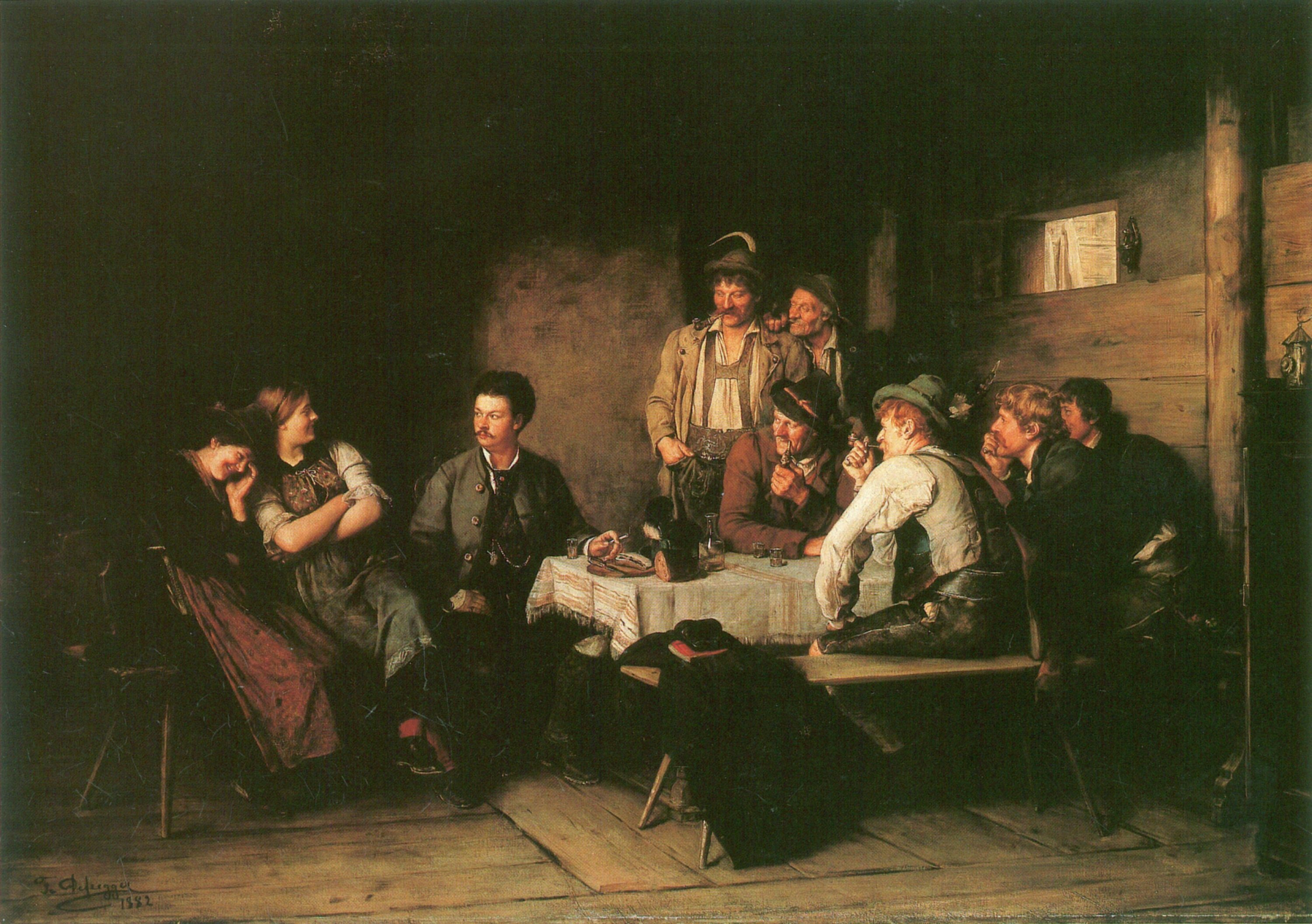
Tiroli szalon

## Műveinek gyűjteményei
- Hans-Peter Defregger: Defregger: 1835–1921. Rosenheimer Raritäten; 1. Teil, Rosenheim 1983, ISBN 3-475-52383-3 (nur mit dieser Jahreszahl 1983 ist dieser 1. Teil des Werksverzeichnisses (Hauptband) vollständig, es gibt weitere gekürzte Sonderausgaben mit gleichem Titel)
- Hans-Peter Defregger: Defregger: 1835–1921. Ergänzungsband. Rosenheimer Raritäten; 2. Teil, Rosenheim 1991, ISBN 3-475-52673-5